# Внутрішній Лондон
51°30′30″ пн. ш. 0°07′31″ зх. д. / 51.508333333333° пн. ш. 0.12527777777778° зх. д.
Внутрішній Лондон — топонім, що об'єднує декілька районів Лондона, які знаходяться всередині Великого Лондона та оточені зовнішнім Лондоном.
Внутрішній Лондон був офіційно позначений 1965 року зі статистичних міркувань і його обриси з часом змінювалися.
Внутрішній Лондон є найбагатшим районом Європи, в якому розташована найдорожча вулиця Європи.
ВВП на душу населення в ньому становить майже 80 000 доларів США, у той час як британський ВВП на душу населення становить лише 46 000 доларів США.

## Межі

### За Законом про управління Лондоном від 1963 року

Внутрішній Лондон за законом про управління Лондоном від 1963 року.

За Законом про управління Лондоном від 1963 року до Внутрішнього Лондона належать такі райони, що входили раніше до графства Лондон:
- Кемден
- Гринвіч
- Гекні
- Кенсінгтон і Челсі
- Ізлінгтон
- Гаммерсміт і Фулем
- Ламбет
- Луїшем
- Тауер-Гемлетс
- Вестмінстер
- Вандзверт

З одного боку, Лондонське Сіті не є ані районом, ані частиною графства Лондон, однак може бути віднесене до Внутрішнього Лондона. З другого боку, район Північний Вулідж був частиною графства Лондон, але 1965 року віднесений до зовнішнього лондонського району Ньюем.

### За ONS

Внутрішній Лондон за визначенням ONS.

Національна статистична служба (ONS) визначає Внутрішній Лондон по-іншому, додаючи Герінг та Ньюем, але виключаючи Гринвіч. Ця класифікація використовується також Євростатом в NUTS (2 рівень).
За ONS площа земельної ділянки Внутрішнього Лондона становить 319 км2, а населення на 2005 рік — 2 985 700 осіб.